# Televisión en Sudáfrica
La televisión en Sudáfrica fue introducida en 1976, lo que puso a Sudáfrica en una posición rezagada en cuanto a la introducción de la televisión.

## Historia

### Oposición a la introducción

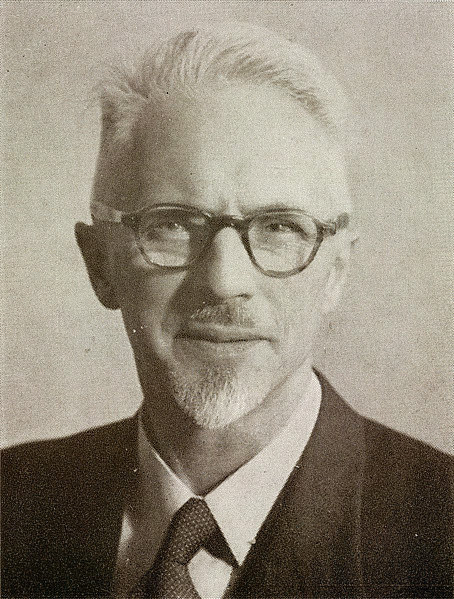
Albert Hertzog, ministro de Correos y Telégrafos de Sudáfrica entre 1958 y 1968

Incluso aunque la estatal South African Broadcasting Corporation (SABC) tuvo un monopolio virtual en la emisión de radio, también vio el nuevo medio como amenaza al afrikáans y al pueblo afrikáner, dando prominencia indebida al inglés, y creando competición injusta para la prensa en afrikáans.
El primer ministro sudafricano Hendrik Verwoerd comparó la televisión con el gas venenoso y las bombas nucleares, argumentando que "son cosas modernas, pero eso no significa que sean deseables. El gobierno tiene que vigilar en busca de cualquier peligro a las personas, tanto espiritual como físico". Albert Hertzog, ministro de Correos y Telégrafos de la época, dijo que la televisión vendría a Sudáfrica "sobre [su] cadáver" denunciándolo como "sólo una sala de cine en miniatura la cual está siendo llevada a la casa y sobre la que los padres no tienen ningún control". El nuevo medio era entonces considerado como la "caja propia del diablo, para diseminar comunismo e inmoralidad".
Aun así, muchos sudafricanos blancos, incluyendo algunos afrikáneres, no compartieron la hostilidad de Hertzog hacia lo que llamó "la pequeña caja negra". Cuando Neil Armstrong se convirtió en el primer hombre en poner pie en la Luna en 1969, Sudáfrica fue uno de los pocos países incapaces de mirar el evento en vivo, provocando que un periódico, en su sección editorial, dijera que "la película de la luna probó ser la gota que colmó el vaso... La situación se está volviendo una fuente de vergüenza para el país." En respuesta a la demanda pública, el gobierno arregló visualizaciones limitadas del alunizaje, en las cuales las personas eran capaces de mirar imágenes grabadas por 15 minutos.
El opositor Partido Unido señaló que incluso los países económicamente menos avanzados en África ya habían introducido la televisión. Además, la vecina Rhodesia del Sur introdujo su propio servicio de televisión en 1960, el primer país de África al sur del ecuador que lo hizo. Conocida como Rhodesian Television (RTV), sus principales accionistas eran empresas sudafricanas.
En ausencia de televisión en Sudáfrica, una versión de radio de la serie de televisión británica The Avengers fue producida por Sonovision para la red comercial de SABC, Springbok Radio, en 1972. Aunque solo duró 18 meses, la serie de radio resultó ser muy popular.
En 1968, la oposición del gobierno a la introducción de la televisión comenzó a suavizarse después de que Hertzog fue destituido como ministro de Correos y Telégrafos por el primer ministro John Vorster. En 1971 nombró una "Comisión de investigación sobre asuntos relacionados con la televisión", encabezada por Piet Meyer, presidente del Afrikaner Broederbond, y más tarde del SABC. La mayoría de sus miembros recomendaron que se introdujera un servicio de televisión, siempre que se ejerciera un "control efectivo" en beneficio de nuestra nación y país".
La Comisión también argumentó que las personas en Sudáfrica podrían en algún momento recibir transmisiones de televisión extranjeras vía satélite, evitando así la censura del gobierno, y que esto debería evitarse a través de la introducción de un servicio doméstico. Además, sería inconcebible que la Junta de Control de Publicaciones pudiera censurar cada videocassette que viniera al país cuando estuvieron disponibles en grandes cantidades.

### Introducción de la televisión
En 1971, al SABC finalmente se le permitió introducir un servicio de televisión. Inicialmente, la propuesta era para dos canales de televisión, uno en inglés y afrikáans, dirigido a audiencias blancas, y otro, conocido como TV Bantu, dirigido a espectadores negros. Sin embargo, cuando finalmente se introdujo la televisión, solo había un canal con el tiempo de aire dividido en partes iguales entre inglés y afrikáans, alternando entre los dos idiomas. Las transmisiones de prueba en Johannesburgo comenzaron el 5 de mayo de 1975, seguidas en julio por las de Ciudad del Cabo y Durban. Los servicios a nivel nacional comenzaron finalmente el 5 de enero de 1976.
Al igual que la mayor parte de Europa occidental, Sudáfrica usó el sistema PAL para la televisión en color, ya que fue el segundo servicio de televisión terrestre en el África subsahariana que se lanzó con un servicio de color solamente. Zanzíbar, en Tanzania, introdujo el primer servicio de este tipo en 1973. (Tanzania no estableció un servicio de televisión hasta principios de la década de 1990, preocupado por el costo y la amenaza percibida para las normas culturales). El Gobierno, asesorado por técnicos de SABC, opinó que la televisión en color tendría que estar disponible para evitar una migración costosa de la tecnología de transmisión en blanco y negro.
El 1° de enero de 1982, se introdujeron dos servicios, la transmisión de TV2 en Zulú y Xhosa y la transmisión de TV3 en Sotho y Tswana, dirigida a un público urbano negro. En 1985, se introdujo un nuevo servicio llamado TV4, con programación deportiva y de entretenimiento, utilizando el canal compartido por TV2 y TV3, que finalizó las transmisiones a las 9:30 p. m. En 1992, TV2, TV3 y TV4 se combinaron en un nuevo servicio llamado CCV (valores de la comunidad contemporánea). Se introdujo un tercer canal conocido como TSS, o Topsport Surplus, siendo Topsport el nombre de marca para la cobertura deportiva de SABC, pero este fue reemplazado por NNTV (National Network TV), un canal educativo y no comercial, en 1994. El canal principal, ahora llamado TV1, se dividió en partes iguales entre el inglés y el afrikáans.
En 1986, el monopolio de SABC fue desafiado por el lanzamiento de un servicio de televisión por suscripción conocido como M-Net, respaldado por un consorcio de editores de periódicos el 1° de octubre. Sin embargo, como parte de sus restricciones de licencia, no podía transmitir programas de noticias, que aún estaban bajo la responsabilidad del SABC, aunque M-Net comenzó a transmitir un programa de actualidad llamado Carte Blanche en 1988. Como la radiodifusora controlada por el estado, SABC fue acusada de sesgo hacia el régimen del apartheid, dando una cobertura limitada a los políticos de la oposición.

## Programación

### Programación extranjera
Muchos programas importados se doblaron en afrikáans, siendo algunos de los primeros la serie británica The Sweeney, conocida en afrikáans como Blitspatrollie y Van der Valk, así como la serie Thunderbirds. Sin embargo, en julio de 1986, con el fin de dar cabida a los hablantes de inglés, SABC comenzó a emitir simultáneamente el audio original de series estadounidenses en un servicio de radio FM llamado Radio 2000. Estos incluyen Miami Vice (conocido como Misdaad en Miami), El Hombre Nuclear (Steve Austin: Die Man van Staal) y Clase de Beverly Hills. Esto también se aplicó a los programas alemanes y holandeses doblados al afrikáans, como la serie alemana Derrick y la telenovela holandesa Medisch Centrum West, conocida en afrikáans como Hospitaal Wes Amsterdam. Del mismo modo, muchos programas, como la serie estadounidense Los Jefferson, fueron doblados al Zulú.
Debido a las políticas de apartheid de Sudáfrica, la Asociación de Equidad de Actores Británicos inició un boicot de ventas de programas a Sudáfrica, lo que, combinado con un boicot similar por parte de Australia, significó que la televisión sudafricana estaba dominada por la programación de los Estados Unidos. Como resultado, fue solo después del fin del apartheid que se levantó el boicot y la programación no estadounidense se volvió mucho más disponible.
Sin embargo, algunas empresas de producción estadounidenses, como Lorimar, retiraron series como Knots Landing y Falcon Crest de la circulación sudafricana, mientras que la transmisión de la ceremonia de los Premios Óscar a Sudáfrica también fue prohibida.

### Programación local
Los primeros programas de televisión producidos localmente en Sudáfrica fueron en inglés y afrikáans. Los programas en inglés incluyen las series The Dingleys y The Villagers, así como la serie de comedia Biltong and Potroast, con comediantes sudafricanos y británicos, y el programa de variedades The Knicky Knacky Knoo Show. Otros programas fueron la serie infantil Bangalory Time, la serie musical Pop Shop y el programa deportivo Sportsview.
Los programas en afrikáans incluyeron la serie de comedia Nommer Asseblief y Die Bosveldhotel, que luego se convirtieron en películas. Los programas para niños incluían espectáculos de títeres, como Haas Das se Nuuskas y Liewe Heksie. Otros programas en afrikáans fueron el programa deportivo Sportfokus y el programa musical Musik en Liriek.
Sin embargo, fue la comedia en idioma zulú, 'Sgudi' Snaysi, la que logró las cifras más altas de audiencia de SABC a finales de los años 80. También se emitió en Zimbabue y Suazilandia.
La serie dramática Shaka Zulú, basada en la historia real del rey guerrero zulú Shaka, se emitió en todo el mundo en la década de 1980, pero esto solo fue posible porque SABC había otorgado la licencia de la serie a un distribuidor de Estados Unidos.
Desde el fin del apartheid, algunos programas producidos en Sudáfrica se han mostrado a nivel internacional, como la serie de SABC 3 Charlie Jade, una coproducción entre Imaginarium y la canadiense CHUM, que se ha emitido en más de 20 países incluyendo Japón, Francia, Corea del Sur y Estados Unidos (a través de Syfy). La telenovela de M-Net, Egoli: Place of Gold, se exhibió en 43 países africanos e incluso se exportó a Venezuela, donde fue doblada al español.

## Cambio político
Tras la reducción de la censura de los medios bajo el mandato del presidente Frederik de Klerk, la cobertura de noticias de la SABC avanzó hacia ser más objetiva, aunque muchos temían que una vez que el Congreso Nacional Africano (ANC) llegara al poder, la SABC volvería a los viejos hábitos y serviría al gobierno. Sin embargo, SABC ahora también emite los boletines de noticias de CNN International, lo que les da a los televidentes sudafricanos nuevas fuentes de noticias internacionales.
El 4 de febrero de 1996, dos años después de que el ANC llegó al poder, SABC reorganizó sus 3 canales de televisión, para ser más representativos de diferentes grupos lingüísticos. Esto dio lugar a la degradación del estatus del afrikáans al reducir su tiempo de transmisión del 50% al 15%, un movimiento que generó malestar en muchos hablantes de afrikáans.
Los programas de televisión de SABC en afrikáans y otros idiomas ahora están subtitulados en inglés, pero los programas en inglés no suelen estar subtitulados en otros idiomas, ya que la percepción es que todos los sudafricanos entienden inglés.
Anteriormente, la subtitulación se limitaba a producciones como óperas y operetas. No se usó en TV1 (partiendo de la premisa que la mayoría de los espectadores entendían tanto el afrikáans como el inglés) ni en CCV, a pesar de que los presentadores usaron dos o más idiomas diferentes durante un solo programa.

## Nuevos servicios
El lanzamiento del satélite PAS-4 de PanAmSat fue testigo de la introducción de los servicios directos de transmisión por satélite en la banda Ku el 2 de octubre de 1995, poco después de que MultiChoice lanzara DStv. 2 años más tarde, SABC lanzó sus canales satelitales, AstraPlus y AstraSport, que pretendían catapultar a la empresa en el mercado de TV paga llamado AstraSat, pero la falta de patrocinadores financieros y la insistencia inicial en el uso de tecnología analógica en lugar de la tecnología digital dio lugar al fracaso de la iniciativa.
El monopolio de SABC en la televisión terrestre en abierto se rompió con la introducción del canal privado e.tv en 1998. e.tv también proporcionó el primer servicio de noticias de televisión local fuera de SABC, aunque la empresa matriz de M-Net, MultiChoice, ofrece servicios como CNN International, BBC World News y Sky News por satélite como parte de su oferta de pago.
El primer canal de negocios locales de 24 horas, CNBC África se lanzó en 2007 con 8 horas de programación local y el resto fue retirado de otras afiliadas de CNBC. CNBC África compite con Summit, una estación de televisión comercial propiedad del grupo de medios de comunicación Avusa, que emite solo durante las horas de mayor audiencia. Ambas estaciones están disponibles solo en la plataforma MultiChoice, aunque la inclusión de CNBC África en la oferta de nuevos jugadores satelitales parece casi una certeza.

## Televisión comunitaria
Otro modelo de televisión de servicio público, llamado televisión comunitaria, se introdujo en Sudáfrica a principios de los años 90. El impulso de esta forma de televisión en Sudáfrica surgió de un deseo de superar las divisiones y desequilibrios en la transmisión a consecuencia del apartheid. En una importante conferencia celebrada en los Países Bajos en 1991, una amplia gama de ONG y grupos comunitarios resolvieron que toda la diversidad del país debería expresarse en su transmisión mediática. Posteriormente, la televisión comunitaria se introdujo en Sudáfrica mediante una legislación conocida como la Ley de Autoridad de Radiodifusión Independiente de 1993. La ley permitió tres niveles de transmisión, que eran públicos, comerciales y comunitarios. Si bien surgieron muchas estaciones de radio comunitarias desde ese momento, inicialmente en Durban y Ciudad del Cabo, la televisión comunitaria solo estaba habilitada para licencias de eventos temporales de hasta 4 semanas de duración. Fue solo después de que el regulador nacional de radiodifusión, la Autoridad de Comunicaciones Independientes de Sudáfrica (ICASA, por sus siglas en inglés), promulgara su documento de posición sobre la televisión comunitaria en 2004, que se habilitaron las licencias a largo plazo de hasta un año. Este régimen de licencias se modificó en 2010 cuando la duración de las licencias de clase se fijó en 7 años.
Las estaciones de televisión comunitarias deben (por ley) servir a una comunidad en particular, ser dirigidas por una organización sin fines de lucro e involucrar a los miembros de la comunidad en la selección y producción de la programación. Los problemas de disponibilidad de frecuencia se complican por la migración a la transmisión digital. Esto llevó a ICASA a declarar una moratoria al considerar nuevas solicitudes de licencia de TV comunitaria en marzo de 2010.
La primera estación de televisión comunitaria en obtener un año de licencia fue Soweto TV en 2007. La estación atiende a la región sur de Johannesburgo y principalmente a Soweto. También está disponible por satélite en la plataforma MultiChoice. La segunda licencia de televisión comunitaria fue Cape Town TV, licenciada por primera vez en 2008. La estación sirve al área metropolitana de Ciudad del Cabo. Transmite localmente en 2 frecuencias analógicas y también se transmite a nivel nacional a través de Sudáfrica y Lesoto en la plataforma de televisión de pago DStv.

## Tecnología digital
La primera implementación de televisión digital en Sudáfrica fue un sistema satelital lanzado por el operador de televisión por suscripción MultiChoice en 1995. El 22 de febrero de 2007, el gobierno sudafricano anunció que los operadores de televisión pública del país emitirían en digital el 1° de noviembre de 2008. seguido de un período de transición de 3 años previsto para finalizar el 1° de noviembre de 2011.
El 11 de agosto de 2008, el Departamento de Comunicaciones anunció su Política de migración digital de radiodifusión. La política regirá el cambio de transmisión analógica a digital, y establece que el Departamento proporcionará fondos al distribuidor nacional de señales Sentech para iniciar el proceso de migración de acuerdo con el calendario publicado. El calendario se establece de la siguiente manera, que es un retraso de 4 años a partir del original propuesto:
- 8 de agosto de 2008: MultiChoice lanza el primer canal HDTV de Sudáfrica (canal 170 DStv)
- 2013 - comienzan las transmisiones digitales (DTV)
- 2015 - ~ 100% de cobertura digital y apagado de todos los transmisores analógicos restantes

El objetivo declarado del gobierno de tener la televisión digital y la televisión móvil funcionando a tiempo para la Copa Mundial de fútbol de 2010 en Sudáfrica, fracasó.
El 14 de enero de 2011, el Departamento de Comunicaciones de Sudáfrica eligió al estándar europeo DVB-T2 como el estándar de televisión digital en Sudáfrica, siguiendo la tendencia en este sentido de varias naciones africanas.

## Televisión satelital
DStv, con sede en Sudáfrica, es el principal proveedor de televisión digital por satélite en el África subsahariana y transmite principalmente en inglés, pero también en portugués, alemán y afrikáans.
En mayo de 2010, On Digital Media lanzó el servicio de televisión satelital TopTV. Ofrece varios canales de televisión sudafricanos e internacionales y transmite principalmente en inglés, pero también en hindi, portugués y afrikáans.

## Otras tecnologías
No hay redes de televisión por cable en Sudáfrica, porque mantener una red de cable es costoso debido a la necesidad de cubrir áreas más grandes y más escasamente pobladas. MMDS se usó anteriormente en Sudáfrica para servicios de televisión comerciales y educativos, pero desde la introducción de las transmisiones satelitales de banda Ku en 1995, la mayoría de los transmisores MMDS han sido desmantelados.

## Canales más vistos
Fuente: Fundación de Investigación de la Audiencia de Sudáfrica (datos de junio de 2013)
| Posición | Canal            | Propietario                            | Alcance mensual (%) |
| -------- | ---------------- | -------------------------------------- | ------------------- |
| 1        | SABC 1           | South African Broadcasting Corporation | 85%                 |
| 2        | SABC 2           | South African Broadcasting Corporation | 84%                 |
| 3        | e.tv             | Hosken Consolidated Investments        | 81%                 |
| 4        | SABC 3           | South African Broadcasting Corporation | 76%                 |
| 5        | Soweto TV        | televisión comunitaria                 | 20%                 |
| 6        | M-Net Action     | M-Net                                  | 19%                 |
| 7        | Studio Universal | NBCUniversal International Networks    | 18%                 |
| 8        | Mzansi Magic     | DStv                                   | 17%                 |
| 9        | Channel O        | M-Net                                  | 16%                 |
| 10       | Mzanzi Wethu     | DStv                                   | 15%                 |